# Giovanni Mosco
Giovanni Mosco (in greco Ἰωάννης ὁ Μόσχος?; Bisanzio, 550 – 634) è stato un monaco cristiano bizantino.

## Biografia

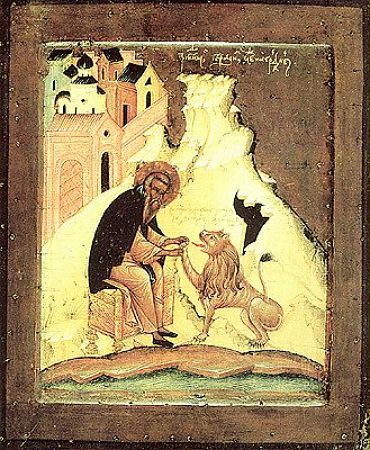
Icona medievale su san Gerasimo, uno degli "eroi" di Mosco.

Giovanni divenne monaco nella lavra di San Teodosio il Cenobiarca e, compagno di viaggi di studio e di predicazione di San Sofronio, fu autore di testi agiografici, scritti durante i viaggi in Medio Oriente. Incerti sono la data e il luogo della sua morte, la quale può essere avvenuta o a Roma, nel 619, o a Costantinopoli nel 634.

## Opere
Scrisse una Vita di Giovanni l'Elemosiniere e il Prato Spirituale, raccolta di circa 350 aneddoti e massime dei monaci del deserto che ebbe grande diffusione durante il tardo Medioevo , come dimostra il fatto che fu tradotta in latino da Ambrogio Traversari e in italiano da Feo Belcari.
Il Prato Spirituale fornisce anche notizie sul viaggio dell'autore presso i monasteri della Cilicia, del Libano, della Siria, della Palestina e dell'Egitto. Lo scrittore inglese William Dalrymple ha ripercorso il viaggio di Giovanni Mosco, il cui resoconto presenta anche la situazione dei cristiani e dei loro luoghi di culto nel Vicino e nel Medio Oriente.